# Agliano Terme
Agliano Terme – miejscowość i gmina we Włoszech, w regionie Piemont, w prowincji Asti.
Według danych na styczeń 2009 gminę zamieszkiwały 1713 osoby przy gęstości zaludnienia 111,4 os./km².

## Bibliografia

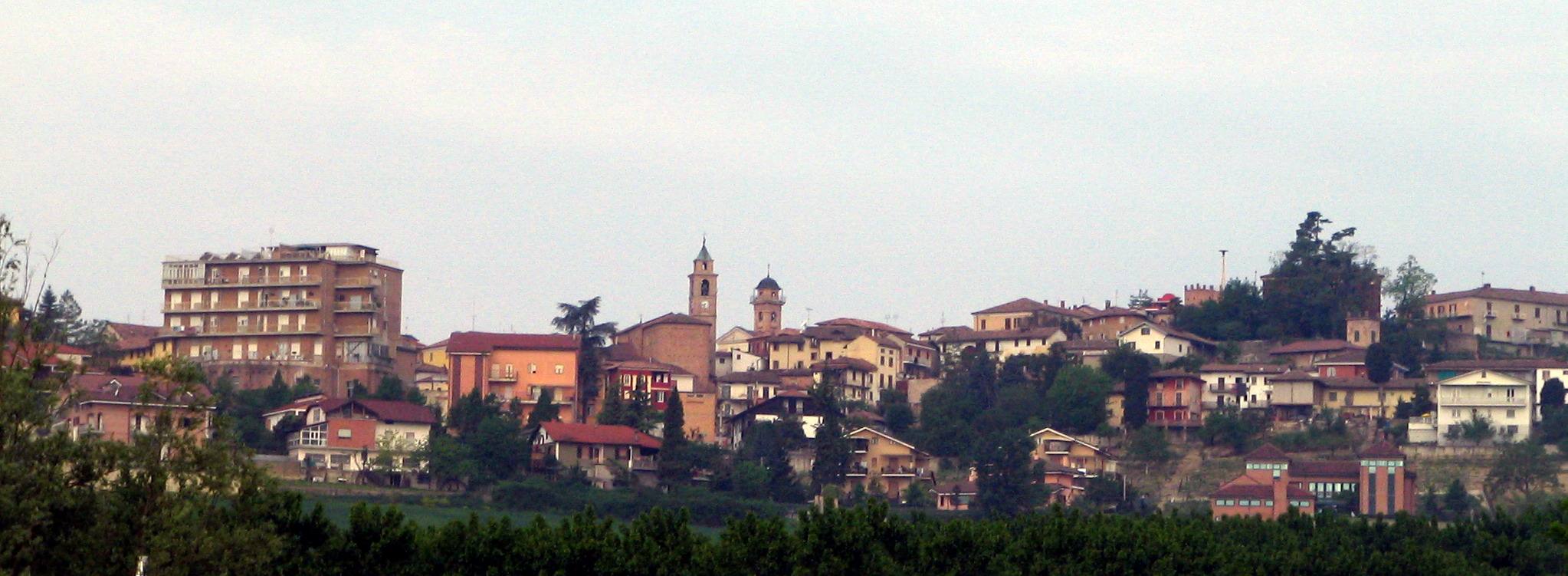
Agliano Terme